# Kim tự tháp Senusret II
Kim tự tháp Senusret II, còn gọi là "Senusret tỏa sáng", là một phức hợp kim tự tháp được xây dựng tại El Lahun (tỉnh Faiyum ngày nay) dành cho pharaon Senusret II, vua của Vương triều thứ 12. Toàn bộ khu phức hợp đã bị hủy hoại hoàn toàn, ngoại trừ kim tự tháp và một số ít những khối gạch vụn còn sót lại.
Kim tự tháp ngày nay cũng không còn giữ được hình dạng như ban đầu, chiều cao của nó đo được hơn 48 mét, các cạnh dài 107 mét và có độ dốc là 42°35'.

## Lịch sử khảo cổ

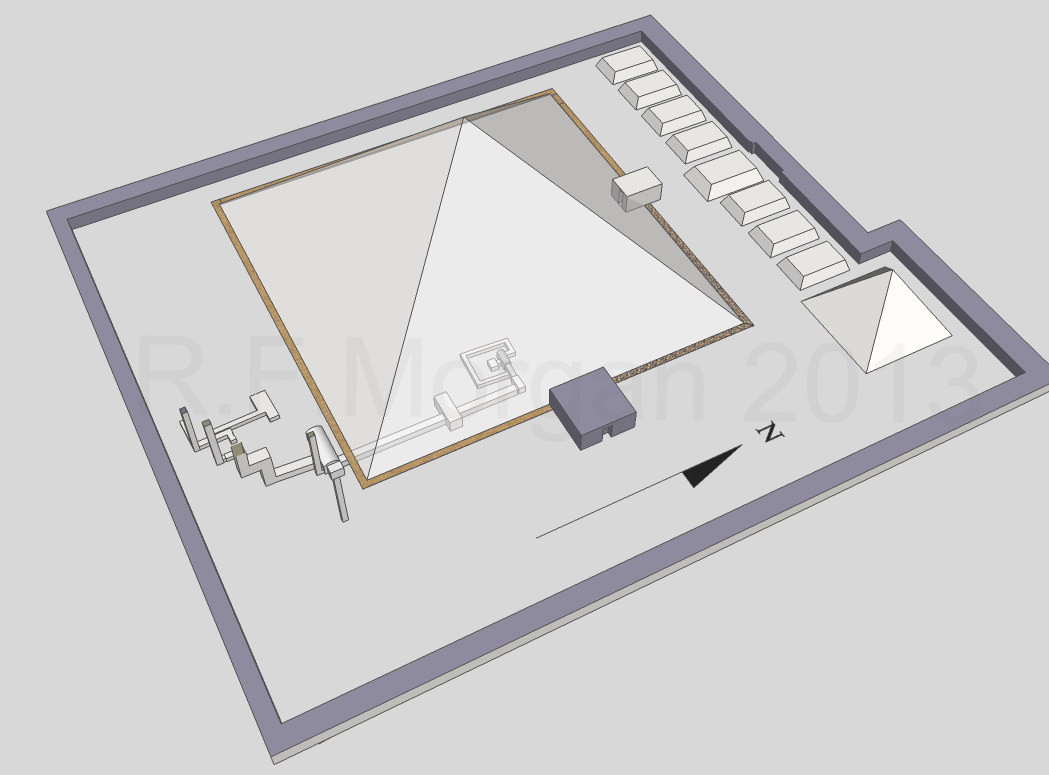
Mô hình tái hiện khu phức hợp của Senusret II

Karl Richard Lepsius đã đến thăm kim tự tháp vào những năm 1840 và tiến hành một cuộc khảo sát nhanh chóng tại đây. Và mãi đến hơn 50 năm sau, Flinders Petrie mới chính thức cho khai quật toàn bộ khu này.
Petrie đã mất vài tháng để tìm kiếm lối vào của kim tự tháp. Tuy nhiên, điều thú vị là lối vào không nằm ở phía bắc - điểm đặc trưng ở các kim tự tháp thuộc thời kỳ Cổ và Trung vương quốc - mà lại nằm ở phía nam, hơi lệch về phía đông của kim tự tháp. Miroslav Verner cho rằng, việc thay đổi như vậy là nhằm ngăn chặn những tên trộm mộ và vì một số lý do tôn giáo khác. Nhà nguyện Bắc vẫn được xây dựng, nhưng đơn giản hơn nhiều so với nhà nguyện xây dựng ở phía đông của kim tự tháp.
Năm 1989, Nicholas Millet và J.E. Knudstad đến từ Bảo tàng Hoàng gia Ontario đã tiếp tục cộng việc khai quật kim tự tháp. Mục đích của họ là thu thập chi tiết những kiến trúc của các di tích mà Petrie đã bỏ sót trong các báo cáo của ông.

## Phức hợp
Vị trí của ngôi đền thung lũng của Senusret tuy đã được xác định nhưng không thể nào tái hiện từ đống đổ nát của nó. Con đường đắp nối giữa đền thung lũng và đền tang lễ cũng không còn. Điều đáng tiếc nhất là cảnh tượng điêu tàn của toàn bộ khu đền thờ tang lễ phía đông kim tự tháp. Tất cả những gì ta biết là nó được xây bằng đá granite, dựa vào những viên đá vụn còn nằm lại trên mặt đất.

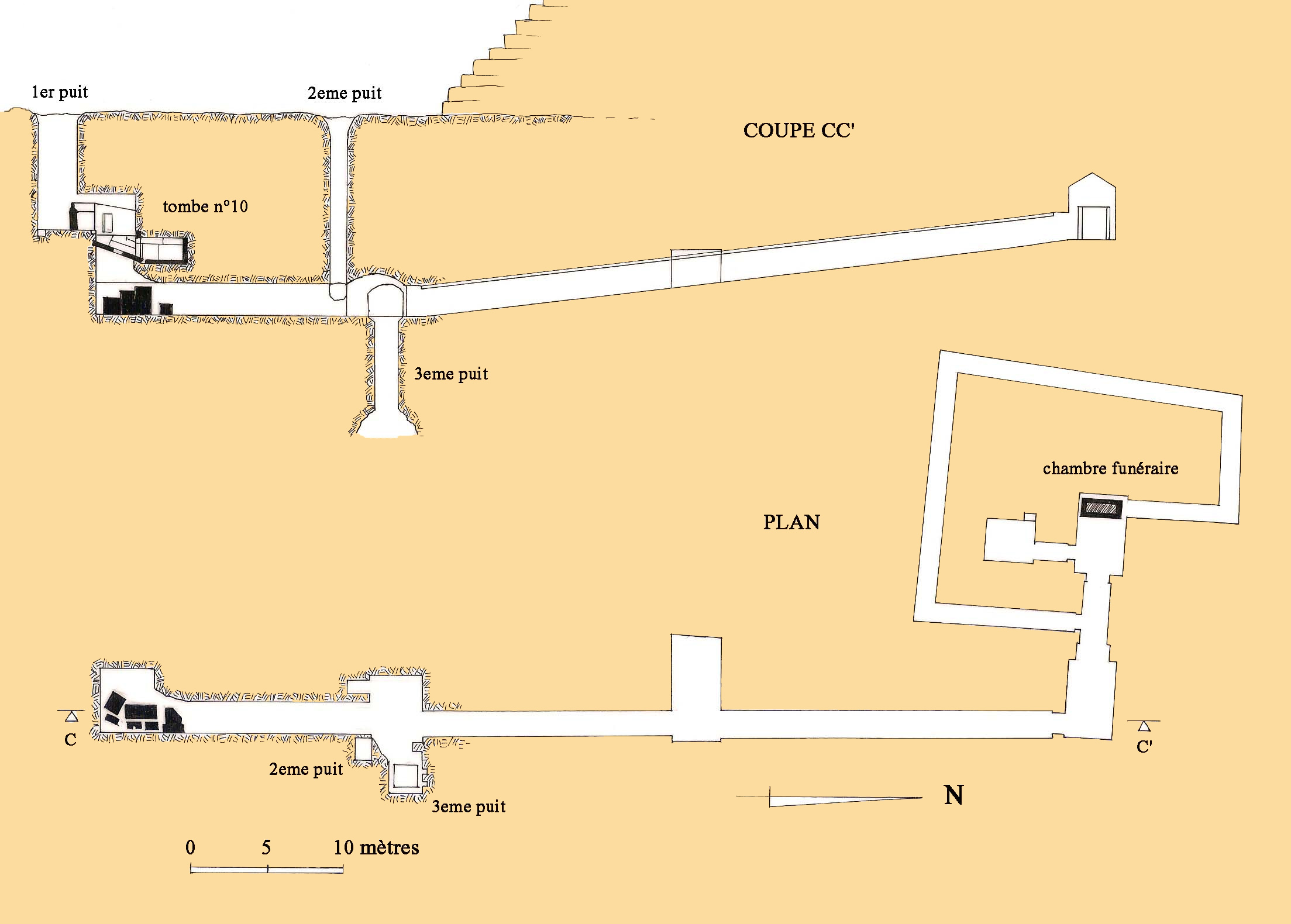
Sơ đồ cấu trúc bên dưới của kim tự tháp

Lợi dụng một gốc đá vôi tự nhiên, các thợ xây đã xẻ nó thành 4 bậc thang để làm lõi trong của kim tự tháp; gạch bùn dùng để đắp thêm các bậc phía trên của lõi. Phần lõi sau đó được phủ một lớp đá vôi trắng bên ngoài, nhưng hầu hết những khối đá vôi này sau đó lại bị lấy đi để xây một công trình cho vua Ramesses II đại đế, theo Petrie. Phần đỉnh kim tự tháp bằng đá granite đen, tuy vậy lại không bị đụng chạm gì, đã được tìm thấy ở ngay vị trí đặt của nó. Một con hào tránh ngập lụt được đào xung quan kim tự tháp, bên trong đổ đầy cát để thấm nước mưa.
Lối vào kim tự tháp, như đã nói ở trên, nằm ở phía nam. Hành lang này quá hẹp để đưa một cỗ quan tài lớn vào bên trong. Tuy nhiên, một lối vào khác lại được giấu kín, nằm khá xa về phía nam. Hành lang của lối vào bí mật này lại nằm bên dưới một hành lang khác (dẫn đến mộ của công chúa Sithathoriunet). Lối ngầm dẫn đến một tiền sảnh có mái cong. Phía đông của sảnh này có một cái giếng, mà đáy của nó vẫn chưa thể chạm tới. Cấu trúc khác thường này vẫn chưa thể lý giải được. Một số nhà Ai Cập học cho rằng, nó được xây để giám sát mạch nước ngầm.
Một hành lang khác tiếp tục dẫn lên phòng ngoài, đi thẳng xuống phía nam là phòng chôn cất. Căn phòng này được xây bằng đá granite có mái đầu hồi. Phía trái căn phòng là cỗ quan tài bằng đá granite đỏ, trước nó là một bàn đặt tế phẩm.
Phía đông nam của phòng chôn cất có một hành lang dẫn tới một phòng nhỏ, bên trong là những phần xương chân, có lẽ là của nhà vua. Ở góc tây bắc, gần ngay phần đầu của quan tài lại có một hành lang bao quanh phòng chôn cất, dẫn tới một ô cửa giữa phòng chôn cất và phòng ngoài.

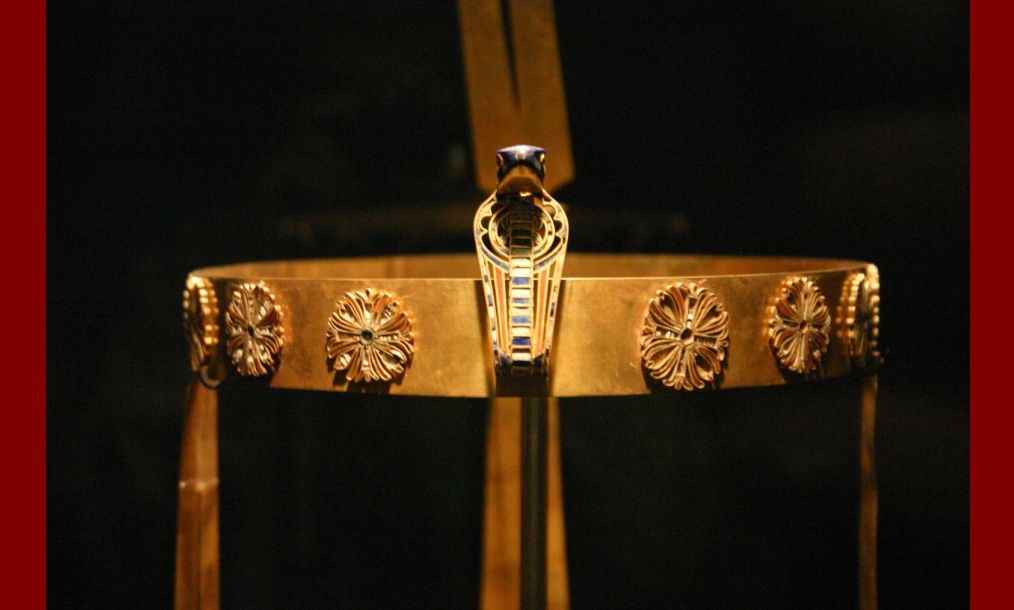
Vương miện bằng vàng của công chúa Sithathoriunet (Bảo tàng Cairo)

Tường bao của phức hợp bằng đá vôi, được khía rãnh (như kim tự tháp của Djoser) và có một hàng cây được trồng bên ngoài bức tường. Ở phía bắc kim tự tháp là 8 ngôi mộ mastaba được xây từ gạch bùn, không rõ chủ nhân của chúng. Một kim tự tháp nhỏ nằm ở gần phía đông bắc thuộc về một trong số các hoàng hậu của Senusret II, dựa vào một cái bình được Petrie tìm thấy. Ông cũng không tìm thấy một cấu trúc ngầm nào bên dưới kim tự tháp này.

## Kho báu
Ở phía nam của khu phức hợp, nơi mà Petrie phát hiện lối ngầm để vào kim tự tháp, có một ngôi mộ dành riêng cho công chúa tên là Sithathoriunet. Không rõ thân thế của nàng công chúa này, nhưng bà có lẽ là con của Senusret II, kể từ khi mộ của bà được tìm thấy trong khu phức hợp của ông. Tên của công chúa được ghi lại trên những cái hũ thạch cao và những bình nội tạng.

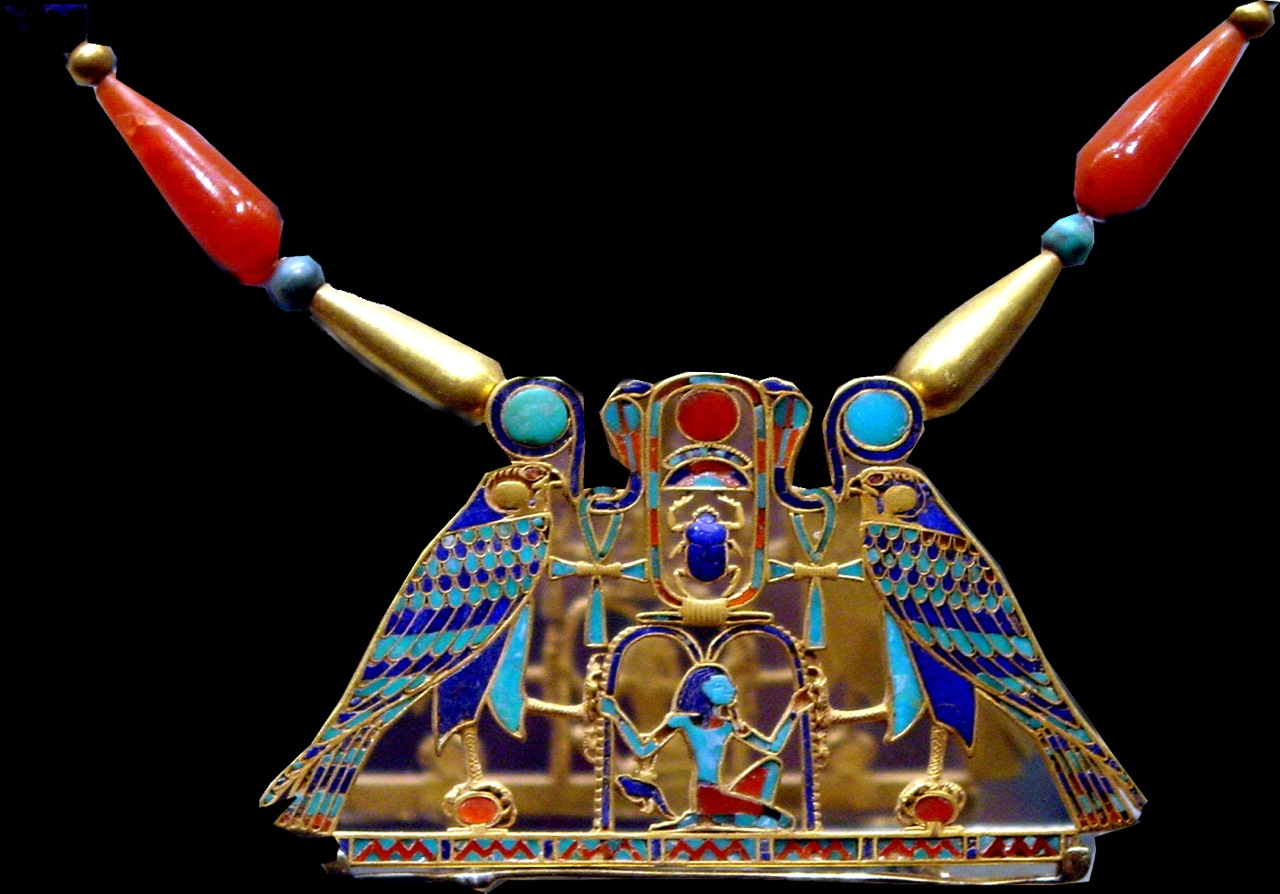
Tấm đeo ngực có khắc tên ngai của Senusret II trong mộ của công chúa

Ngôi mộ này được khai quật vào năm 1914 bởi Petrie và cộng sự Guy Brunton. Rất nhiều trang sức quý giá cùng những vật dụng dành cho phụ nữ được tìm thấy tại đây, bao gồm: 1 vương miện khảm đá quý bằng vàng, 1 chuỗi đeo bằng vàng với những hạt nhỏ mang khuôn mặt của loài báo, 2 tấm đeo ngực bằng vàng đính đầy đá quý, nhiều vòng tay và nhẫn bằng vàng có khắc tên Amenemhat III. Ngoài ra còn nhiều bình hoa, hũ lọ đựng mỹ phẩm bằng thạch cao và đá vỏ chai cũng được tìm thấy trong này. Tất cả đều được đưa về Bảo tàng Mỹ thuật Metropolitan ở New York, chỉ có vương miện là nằm trong Bảo tàng Cairo.